# گنجشک سینه‌سیاه
گنجشک سینه‌سیاه یا گنجشک اسپانیایی (نام علمی: Passer hispaniolensis) گونه‌ای پرنده آوازخوان از تیره گنجشکیان است که در منطقه مدیترانه و جنوب غرب و مرکز آسیا زندگی می‌کند.

## توصیف ظاهری
گنجشک سینه‌سیاه ۱۴٫۵ سانتی‌متر طول دارد و به گنجشک خانگی شبیه است. نر آن تارک قهوه‌ای قرمز، چانهٔ سیاه بزرگ، سینه و پهلوها به صورت رگه رگهٔ سیاه روشن، روتنهٔ رگه رگهٔ سیاه که تا اطراف زیر تنه امتداد دارد، و گونه‌ها و شکم سفید دارد. با این حال پرندهٔ ماده و پرندهٔ جوان را نمی‌توان به آسانی از مادهٔ گنجشک خانگی تمایز داد. در پرنده ماده بالغ زیر تنه سفیدتر است و رگه‌های خاکستری در پهلوهایش دیده می‌شود.

## زیستگاه
گنجشک سینه‌سیاه در ده‌ها و مناطق درختی و نخلستان‌ها است و زمستان‌ها در کشتزارها دیده می‌شود. این پرنده آشیانه گرد و به نسبت بزرگ خود را در سوراخ دیوارها و درون آشیانه‌های روی درخت‌ها می‌سازد.
آن‌ها پرندگانی اجتماعیند که هنگام مهاجرت و به صورت عبوری، گروهی دیده می‌شوند. گنجشک سینه‌سیاه در ایران نیمه‌مهاجر و فراوان هستند.